# Iuri Kaiúrov
Iuri Ivanovitx Kaiúrov (nascut el 30 de setembre de 1927, Txerepovets) és un actor de teatre i cinema soviètic i rus. És Artista del Poble de la RSFSR (1979) i laureat amb dos Premis Estatals de l'URSS (1978, 1983) i el Premi Estatal K.S Stanislavsk de la RSFSR (1984).

## Biografia
Iuri Kaiurov va néixer el 30 de setembre de 1927 a Txerepovets (avui dia a la província de Vólogda). Més tard la família es va establir a Tikhvin . El seu pare, Ivan Dmitrievitx, fou arrestat el 1937, però alliberat el 1939. En els primers dies de la Gran Guerra Patriòtica, va enviar la seva família a la seva terra natal, a un poble prop de Belozersk, i es va unir a la milícia popular. Va morir el desembre de 1941, defensant Tikhvin.
Sense acabar ni tan sols 7 graus de secundària, Kaiurov va entrar a una escola professional, amb la qual es va traslladar més tard de Belozersk a Vologda. El 1944, es va graduar a la universitat com a torner de 5a categoria i va ser enviat a la planta Vulcan de Leningrad. Més tard es va presentar a l'Escola Preparatòria d'Aviació Naval Kuibixev, on fou acceptat, no arrivant a ser enviat al front de combat. Kaiurov va acabar el seu servei naval a Leningrad com a oficial d'artilleria a bord del creuer Aurora.
Mentre servia a la marina, Kaiurov es va interessar per les actuacions d'aficionats i va estudiar a l'estudi de teatre del Palau de la Cultura Kirov, que estava dirigit en aquell moment per Vasili Merkuriev i la seva dona Irina Meierhold. Després de ser desmobilitzat l'any 1949, es va presentar a l'Institut de Teatre de Leningrad A. N. Ostrovski i va ser acceptat directament al segon curs. Els seus mentors a l'institut van ser E. I. Time i N. E. Serebriakov.
Després de graduar-se a l'institut, el 1952 Kaiurov va ser convidat al Teatre Dramàtic de Saratov Karl Marx. Va servir en aquest teatre durant 15 anys, i els seus papers van incloure Neznamov a l'obra Bez vini vinovatie (lit. "Culpable sense culpa") i Karandixev a Bespridanitse (lit. "La núvia sense dot") d'A. Ostrovski, Marat a l'obra "Moi bedni Marat" (lit. "El meu pobre Marat") d'Aleksei Arbuzov, Alexei a "Optimistitxeskoi traguedi" (lit. "Tragèdia optimista") de Vs. Vixnevski, Txasovnikov a "Okeane" (lit. "Oceà") d'A. Stein. Nikolai Bondarev, que va dirigir el teatre en aquells anys, va romandre sempre com un dels directors de teatre més estimats de Kaiurov.
Va ser amb el cinema que va guanyar una àmplia fama, debutant el 1961 en el paper del jove Lenin a la pel·lícula V natxale veka (lit. "A principis del segle"). Més tard, tindria l'oportunitat d'interpretar Lenin en més d'una ocasió, inclosa la pel·lícula de Iuli Karassik Xestoe iulia (lit. "El sis de juliol") i a la pel·lícula de Serguei Iutkevitx Lenin v Parije (lit. "Lenin a París"), per la qual va ser guardonat amb el Premi Estatal de l'URSS el 1983. Però fins i tot abans, el 1965, Kaiurov ja havia interpretat a Lenin a la pel·lícula de televisió Skvoz ledianuiu mglu (lit. "A través de la boira gelada"). Precisament va ser aquest paper que va cridar l'atenció del Teatre Mali de Moscou i que més tard li obriria les portes.
Convidat inicialment al Teatre Mali l'any 1967 per interpretar el paper de Lenin a l'obra John Reed (sobre John Reed), Iuri Kaiurov va passar a interpretar diversos papers en el repertori clàssic d'obres d'Ostrovski, Txékhov o Gorki . Entre els seus millors papers també s'hi troba el de Safonov a Russkikh liudiakh (lit. "Persones russes") de K. Simonov, i Polonius a Ubiistve Gonzago (lit. "L'assassinat de Gonzago") de N. Iordanov.
Iuri Kaiurov és membre de ple dret de l'Acadèmia de Ciències i Arts de Petrovskaia. .

## Família
Pare: Ivan Dmitrievitx Kaiurov (1896-1941). A l'inici de la Gran Guerra Patriòtica es va unir a la milícia popular i va morir el desembre de 1941 en una batalla prop de la ciutat de Tikhvin.
Mare: Olga Alekseevna Kaiurova (1900-1977).
Muller: Valentina Leonidovna Kaiurova (1928-2005), fou dentista de professió i treballava al departament mèdic del Teatre Mali.
- Fill - Leonid Iurievitx Kaiurov (nascut el 1956) - diaca de l'Església Ortodoxa Russa, antic actor de teatre i cinema soviètic. De 1981 a 2017 va estar casar amb l'actriu Irina Fiodorovna Koritnikova (1959-2017).

## Reconeixements i Premis
- Orde del Mèrit de la Pàtria, de 2a classe (2 de març de 2018) - per una contribució important al desenvolupament de la cultura i l'art nacionals, molts anys d'activitat fructífera.[2]
- Ordre "Per al mèrit de la Pàtria" de 3r grau (14 de juliol de 2007) - per una contribució important al desenvolupament de l'art teatral nacional i molts anys d'activitat creativa.
- Ordre "Per al mèrit a la Pàtria" de 4t grau (15 de setembre de 2003) - per una gran contribució al desenvolupament de l'art rus.
- Ordre d'Honor (13 d'octubre de 1998) - pels serveis a l'estat, gran contribució a l'enfortiment de l'amistat i la cooperació entre els pobles, molts anys de treball fructífer en el camp de la cultura i l'art.
- Ordre de la Revolució d'Octubre (23 d'octubre de 1987)
- Ordre de la Bandera Roja del Treball (22 de juliol de 1971)
- Ordre de l'Amistat dels Pobles (4 de novembre de 1974)
- Premi Estatal de l'URSS (1978) — per participar en la sèrie de pel·lícules de televisió Naxa biografia (lit. "La nostra biografia", 1976-1977)
- Premi Estatal de l'URSS (1983) — per la seva interpretació de Lenin a la pel·lícula Lenin v Parije (lit. "Lenin a París", 1981)
- Premi Estatal de la RSFSR K.S. Stanislavski (1984) — per la interpretació del paper de Vladimir Alekseevitx Vasiliev a l'obra Vibor (lit. "L'elecció") de Iu. V. Bondarev
- Artista del Poble de la RSFSR (6 d'agost de 1979)
- Artista Honorífic de la RSFSR (14 d'octubre de 1963)[3]
- "Medalla de plata" A.P. Dovjenko, Alexander Smetanin, Mikhail Kuraev, Anatoli Granik, Lev Kolganov, Nikolai Stroganov, Iuri Kaiurov, Roman Gromadski, Vsevolod Kuznetsov, Anatoli Pustokhin, Anatoli Mateshko per a la pel·lícula Strogaia mujskaia jizn (lit. "Una estricta vida d'home", 1977).[4]

## Obra

### Papers de teatre

#### Teatre Dramàtic de Saratov
- 1962 — «Четверо под одной крышей» (lit. "Quatre sota un mateix sostre") de M. Smirnova, M. Kraindel. Dirigida per Iakov Rubin - Seriozha Razumov, estudiant de postgrau
- «Годы странствий» (lit "Anys d'errància") d'Aleksei Arbúzov — Vedernikov
- «Мой бедный Марат» (lit. "El meu pobre Marat") d'Aleksei Arbúzov  — Марат
- «Оптимистическая трагедия» (lit. "Tragèdia optimista") de Vs. Vixnevski. Dirigida per N.A. Bondarev — Aleksei
- «Океан» (lit "Oceà") de A.P. Stein — Txasovnikov
- «Без вины виноватые» (lit. "Culpable sense culpa") d'Aleksandr Ostrovski — Neznamov
- «Бесприданница» (lit. "La núvia sense dot")  d'Aleksandr Ostrovski — Karandixev
- «Зыковы» (lit. "Els Zíkov") de Maksim Gorki — Mikhail Zikov
- «В старой Москве» (lit. La bella Moscou") — Nikolai
- «Заглянуть в колодец» (lit. MIra al pour") de Voltxek — Tortxikov

#### Teatre Mali
- 1967 - «Джон Рид» ("John Reed") d'E. Simonova - V. I. Lenin
- 1969 - «Бешеные деньги» ("Diner fàcil") d'Aleksandr Ostrovski. Dirigida per Leonid Varpakhovski - Savva Gennadych Vasilkov.[5]
- 1975 - «Русские люди» ("Poble rus") de K. Simonov. Dirigida per Boris Ravenskikh - Ivan Nikitich Safonov
- 1981 - «Фома Гордеев» ("Foma Gordeiev") de M. Gorki. Dirigida per B. A. Lvov-Anokhin - Mayakin
- 1985 - «Зыковы» ("Els Zíkov") de M. Gorki, dirigida per L. E. Heifets - Antipa Zíkov
- 1991 - «Убийство Гонзаго» ("L'assassinat de Gonzago") de N. Iordanova - Polonius
- 1996 - "L'Oncle Vània" de Txèkhov - Serebriakov
- 1998 - "L'hort dels cirerers" de Txékhov - Firs
- 2001 - "Ivànov" de Txèkhov. Dirigida per V. M. Solomin - Xabelski
- 2010 - «Сон героини» ("El somni de l'heroïna")  d'A. Galina. Dirigida per Alexander Galin - Xubin

### Televisió
- L'hort dels cirerers de Txèkhov. Dirigida per L. Heifetz (obra de televisió) - Lopakhin

### Cinema
- 1961 - A principis de segle (В начале века): Lenin
- 1964 - Un sac ple de cors (Сумка, полная сердец): Lioxka Likhodeïev
- 1965 - A través de la boira glaçada (Сквозь ледяную мглу): Lenin
- 1968 - Un matí dur (Суровое утро): Lenin
- 1968 - El sis de juliol (Шестое июля) de Iuli Karassik:  Lenin
- 1969 - Romanç postal (Почтовый роман): Lenin
- 1970 - Les campanes del Kreml (Кремлёвские куранты): Lenin
- 1971 - Els llargs adéus (Долгие проводы): Nikolaï Sergueïevittx
- 1975 - L'expédició perduda (Пропавшая экспедиция): Voljine
- 1976 - El pont de foc (Огненный мост): Khomutov
- 1976 - La rivera dorada (Золотая речка): Voljine
- 1976 - Les vidues (Вдовы): Krotov
- 1978 - El Marxal de la revolució (Маршал революции): Lenin
- 1980 - La neu blanca de Rússia (Белый снег России): Krilenko
- 1981 - Lenin à Paris: Lenin
- 1986 - Parla Moscou (Говорит Москва): Troïtski
- 2000 - Els Romanov: una família coronada (Романовы. Венценосная семья): el general Alexeïev
- 2001 - Les claus de la mort (Ключи от смерти): Piroumov